# Ring des Seyns

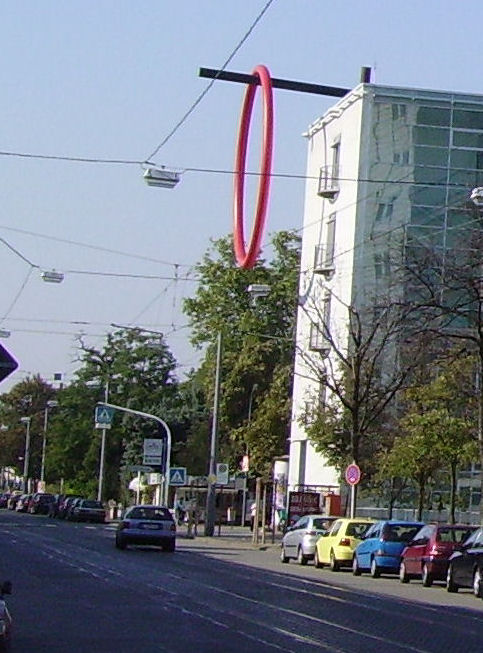
Außenansicht des Klinikum der Stadt Ludwigshafen

Der Ring des Seyns ist ein Kunstwerk des japanischen Konzeptkünstlers Kazuo Katase, den dieser für einen Neubau des Klinikum der Stadt Ludwigshafen am Rhein entwarf. Die Fertigstellung erfolgte im Jahr 1999.

## Name
Das Ypsilon im Namen dieses Kunstwerkes spielt auf den Humanismus an, in dem dieser Buchstabe gerne verwendet wurde, wie z. B. im Namen des Landes Bayern.

## Beschreibung
Der Ring des Seyns ist eine mehrteilige, aus einfachen geometrischen Grundelementen zusammengesetzte Installation. Auf dem Dach liegt ein 30 Meter langer Stab, der über ein  röhrenartiges Element als Auflager geführt wird. Am äußeren Ende des Stabes, vor der Stirnwand des Klinikums, hängt ein roter Ring mit einem Durchmesser von 10 Metern. Vor der Glasfassade erhebt sich, als vierter Bestandteil der Installation, ein 25 Meter hoher, leicht schräg gestellter Stab aus Cortenstahl, der sich zur Fassade neigt, sie aber nicht berührt. Im Inneren des Gebäudes befindet sich noch ein weiteres Element: ein Neonring, der bei Einsetzen der Dämmerung zu leuchten beginnt.
Herbert Köhler schreibt über das Werk:
»Am äußeren Ende des lang gezogenen Gebäudetraktes, dort, wo sich zwei Straßen kreuzen, befindet sich der Ring des Seyns, eine vierteilige, sich aus einfachen Grundelementen zusammensetzende Installation. […] Auf dem Dach liegt ein 30 Meter langer schwarzer Stab, der über ein grün patiniertes, röhrenartiges Element als Auflager geführt wird, so dass eine Schräge entsteht. Am äußeren Ende des Stabes, vor der Stirnwand des Gebäudes, ist ein roter Ring mit einem Durchmesser von 10 Metern angebracht, der vor dem Gebäude zu schweben scheint. Während diese drei Elemente in einem unmittelbaren Zusammenhang mit der Architektur stehen, erhebt sich vor der Glasfassade, als vierter Bestandteil der Installation, ein 26 Meter hoher, leicht schräg gestellter, bräunlich oxidierter Stab aus Cortenstahl. […] Dem Ring im Außenbereich korrespondiert darüber hinaus ein weiterer Ring im Inneren des Gebäudes – in Form eines blauen Neonrings in der gläsernen Treppenhauskuppel des Klinikums.«
Richard W. Gassen erläutert die Bedeutung der Installation folgendermaßen:
»Der schräg gestellte Stab versinnbildlicht Kraft und Konzentration, zugleich steht er aber auch für das Unregelmäßige, die Störung, das Chaos. Demgegenüber symbolisiert der auf dem Dach angebrachte Stab, schwarz und liegend, die Ruhe, die Kontemplation, während das grüne Rohrelement, das Auflager, für Energie und Kraft steht.«

Ring des Seyns
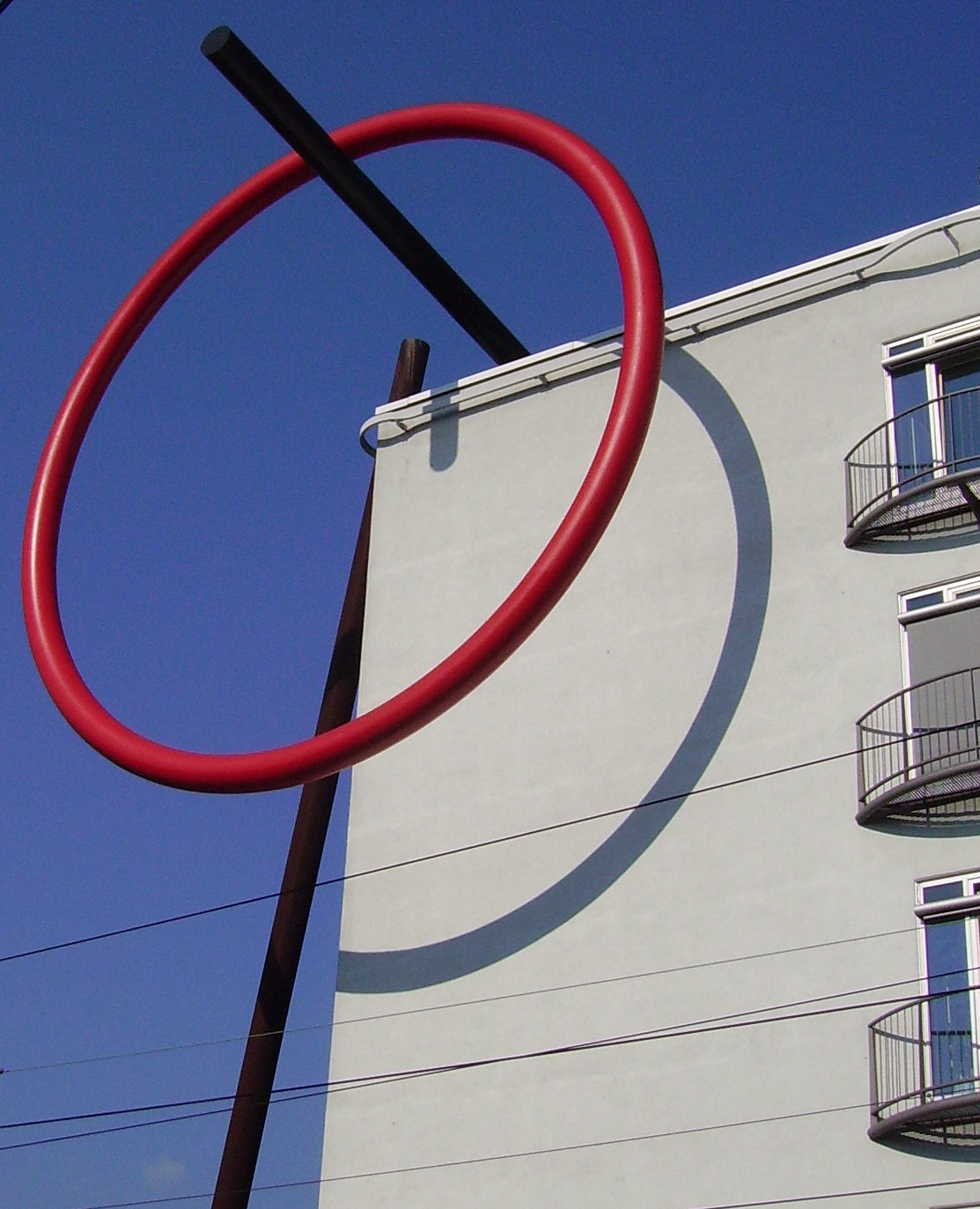
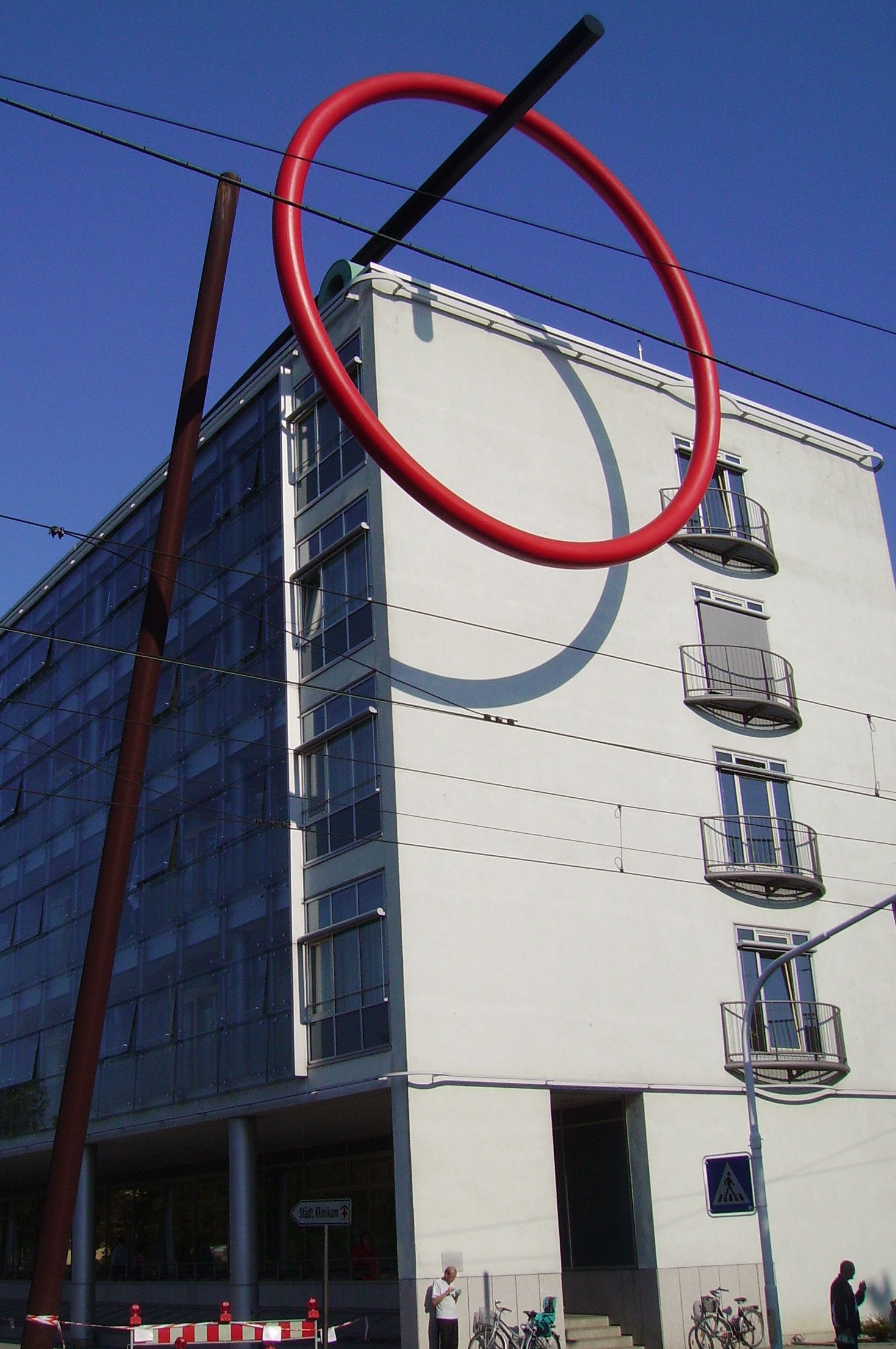
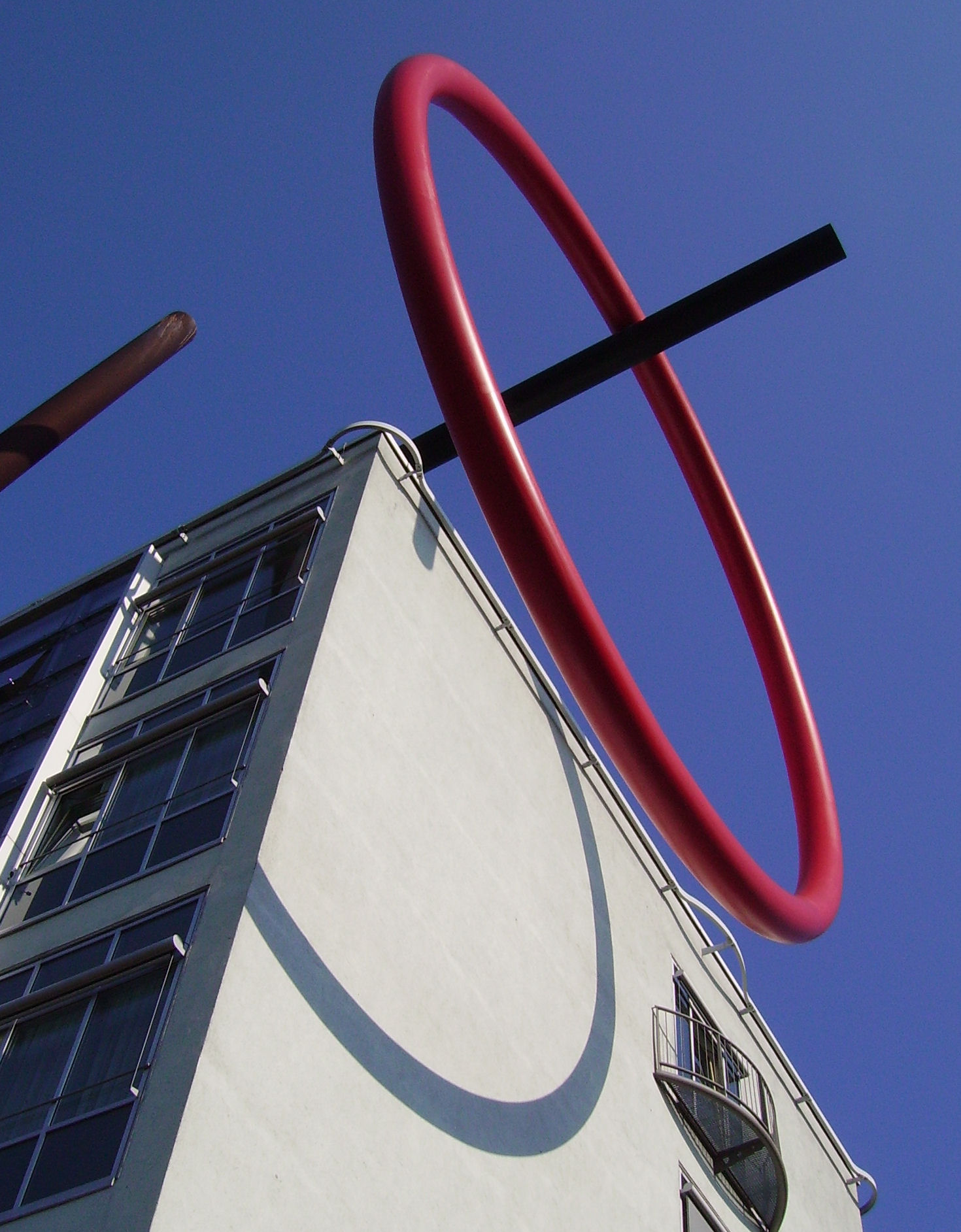
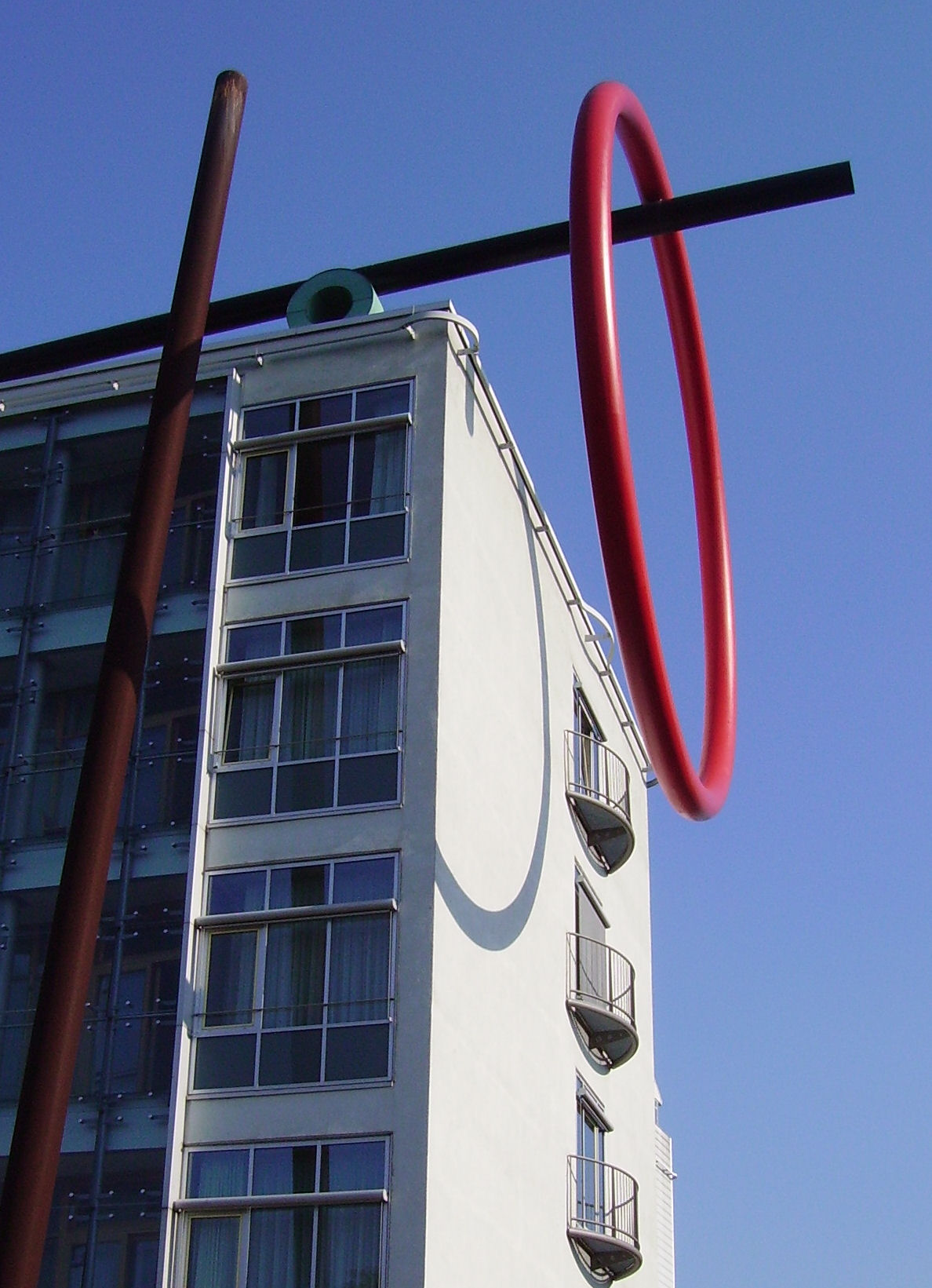